# Volterra (cràter)
Volterra és un cràter d'impacte localitzat en les latituds septentrionals de la cara oculta de la Lluna. Al nord-est es troba el cràter Olivier, i al sud-sud-oest es troba von Békésy.

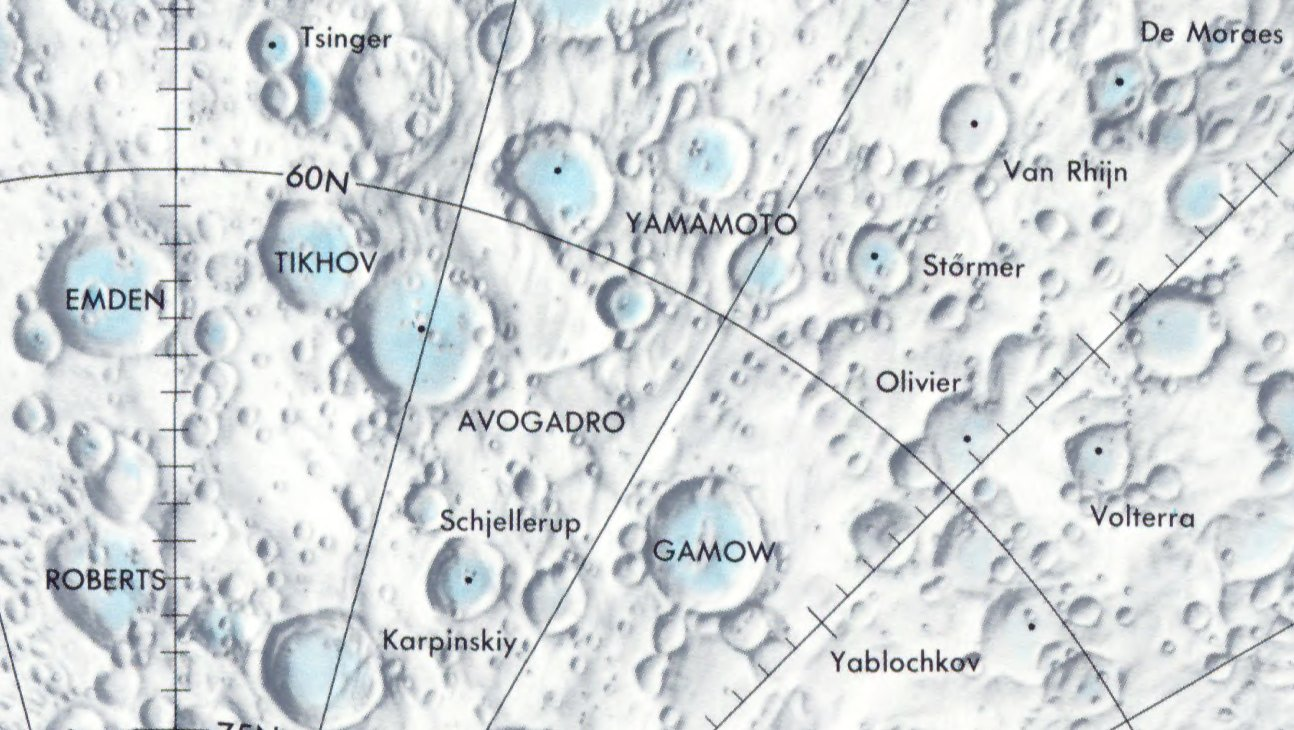
Localització de Volterra (centre del quart dret de la imatge)
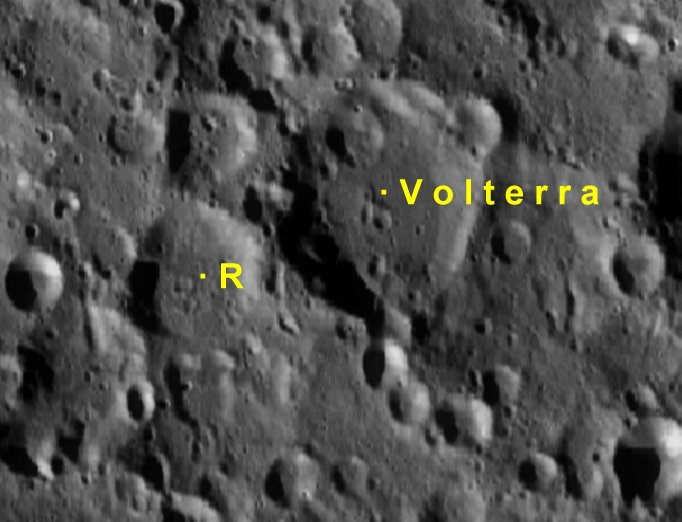
Cràters satèl·lit

Es tracta d'una formació erosionada, particularment en el costat occidental, on la vora és més irregular. Un petit cràter travessa el contorn de la vora nord-est. El sòl interior és relativament pla en la meitat oriental, mentre que l'oest està marcat per diverses restes de petits cràters en la superfície.

## Cràters satèl·lit
Per convenció aquests elements són identificats en els mapes lunars posant la lletra en el costat del punt central del cràter que està més proper a Volterra.
| Volterra | Coordenades                            | Diàmetre |
| -------- | -------------------------------------- | -------- |
| R        | 56° 12′ N, 129° 36′ E / 56.2°N,129.6°E | 31 km    |